# سینماهای اودئون
سینماهای اودئون (انگلیسی: Odeon Cinemas) یک گروه سینما در بریتانیا و ایرلند است.
این گروه که در سال ۱۹۳۰ تشکیل شده دارای ۱۲۲ سالن سینما در بریتانیا و ۱۱ سالن در ایرلند می‌باشد، سینما اودئون میدان لستر از معروف‌ترین سینماهای این گروه است.

## نگارخانه

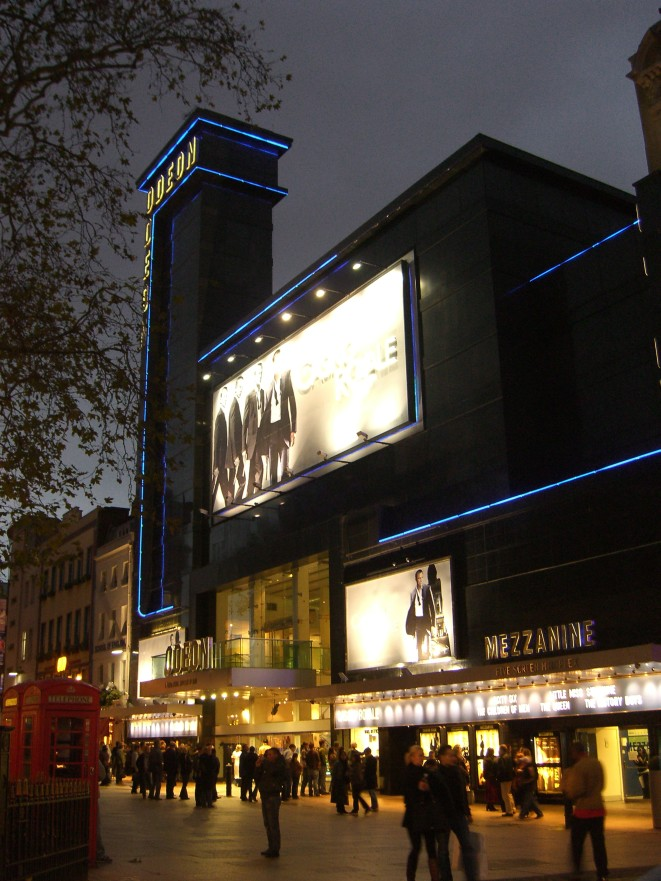
اودئون میدان لستر
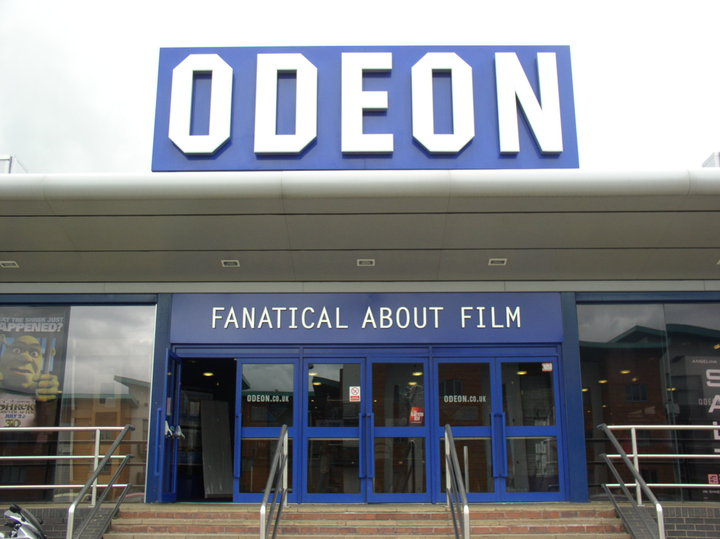
سینما ادئون در ماری هیل، وست میدلنز